# Mattei Athéné
A Mattei Athéné, más néven Békés Athéné-szobor a Louvre gyűjteményének része.

## Leírása

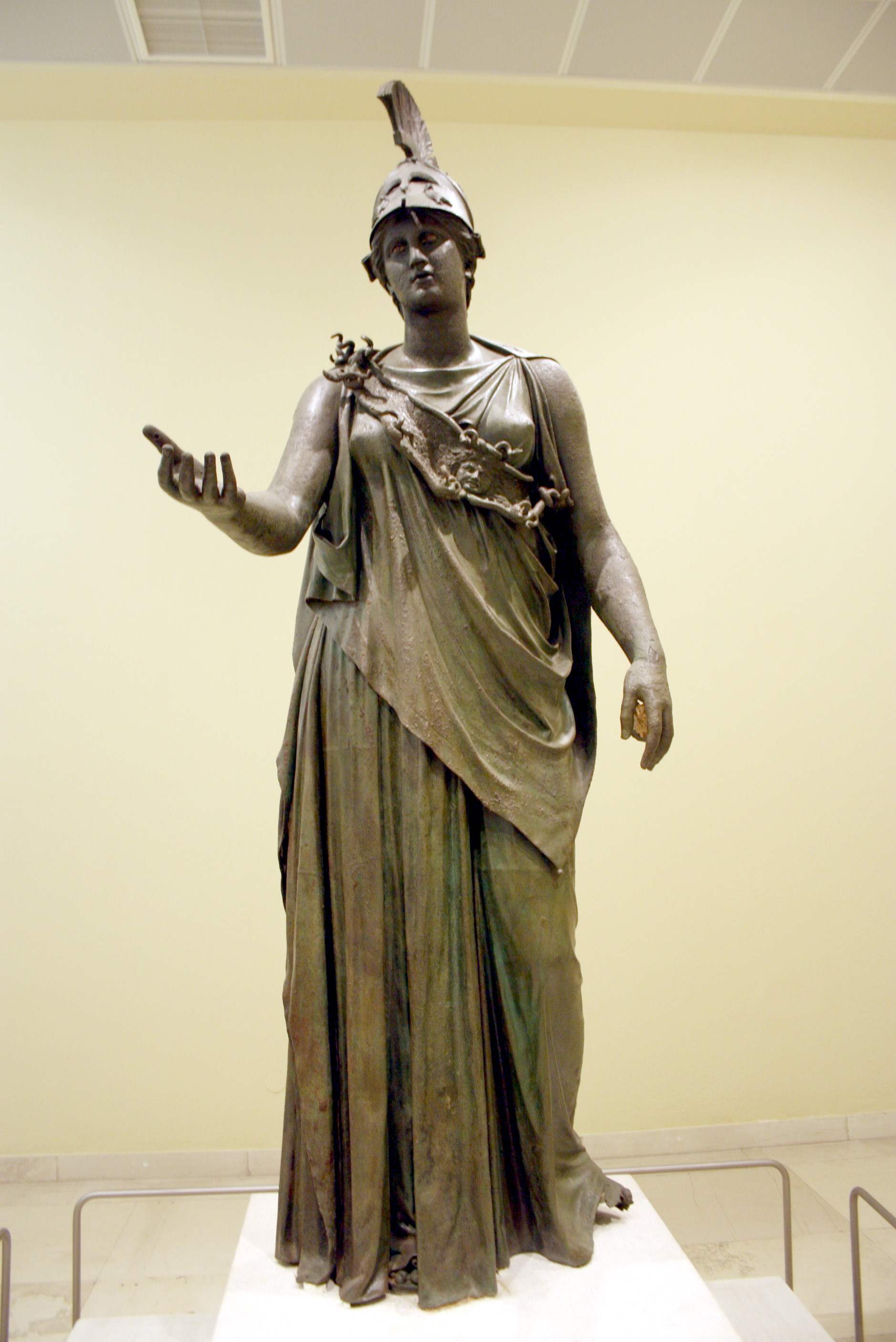
A pireuszi Athéné-szobor

Nevét arról a műgyűjteményről kapta, amelynek korábban része volt, de testtartása miatt Békés Athénéként is ismert. A szobor Pallasz Athéné görög istennőt ábrázolja szokásos, homlokára tolt sisakjában. Habár a tudomány a 20. század közepéig nem ismert hasonló Athéné-szobrot, a művészettörténészek úgy gondolták, hogy egy időszámítás előtti 4. századból származó antik görög szobor szintén ókori másolata. 1959-ben Pireuszban előkerült egy hasonló bronzalkotás, amelynek nyomán a szakértők arra az álláspontra jutottak, hogy az lehetett a Louvres-ban őrzött szobor archetípusa. A Pireuszi Athéné alapján a szakértők úgy vélik, a Mattei Athéné egyes tagjai ma nem az eredeti szobrászi elképzelés alapján állnak.
A Louvres-ban őrzött szobrot többször restaurálát, ami érintette a bal kezet és csuklót, a hüvelykujj kivételével a jobb kéz ujjait, a nyak jobb oldalát, az áll alatti területet, a haj egy részét a tarkón, a sisak forgóját, a bal szem feletti területet, az orrot és a járomcsont körüli részeket. A beavatkozások egy része valószínűleg helytelenül történt. Pallasz Athéné előre néz, súlya a jobb lábára nehezedik, bal lába némileg behajtva, ernyedtebb tartásban.
Athéné bal karját, furcsa gesztusként, nyitott tenyérrel előre nyújtja. Geoffrey B. Waywell szerint a mozdulat esetlenségének magyarázata az lehet, hogy a restaurációk során rosszul értelmezték a testtartást, a tenyér ezért nem befelé, a test felé néz. Ha így lenne, akkor azt pajzsot vagy lándzsát fogó tartásként lehetne értelmezni. A figura jobb kezét csípőre teszi, ami szintén eltér a bronzalak tartásától, de Waywell szerint ennek az lehet az oka, hogy a márvány, tömege miatt, másmilyen megtámasztást igényel, mint a bronz.
A szobor feltehetően az időszámítás előtti 130 és 90 között készült. A szakértők ezt az álláspontjukat arra alapozzák, hogy ilyen nagyméretű másolatok nem készültek Athénban a római kontroll görögországi kiterjesztése előtt, amely az időszámítás előtt 146-ban kezdődött. A modellként szolgáló Pireuszi Athéné-szobor keletkezését időszámítás előtt 475 körülire teszik.